# 島根県道302号浅利渡津線
島根県道302号浅利渡津線（しまねけんどう302ごう あさりわたづせん）は、島根県江津市を通る一般県道である。

## 概要
江津市後地町から江津市渡津町に至る。
江津市浅利町と同市渡津町の間にバイパスが整備され、国道9号江津バイパスとともに山陰自動車道の現道活用区間とされている。

### 路線データ
- 起点：江津市後地町（浅利交差点、国道9号交点・島根県道177号大田井田江津線終点）
- 終点：江津市渡津町（渡津交差点、国道9号交点・国道261号終点）

## 歴史
- 1995年（平成7年）4月4日 - 島根県告示第341号により認定される。
- 2007年（平成19年）3月30日 - 江津市浅利町 - 同市松川町太田間のバイパス（L=2,280 m）開通[1]。
- 2019年（平成31年）3月17日 - 江津市松川町太田 - 同市渡津町間のバイパス（L=2.6 km）が開通[4]。
- 2024年（令和6年）3月1日 - 島根県告示第153号により江津市松川町下河戸（工業団地前交差点） - 江津市渡津町（江津バイパス東口交差点）間の現道が江津市に移管され、江津市道となった[5]。

## 路線状況

### 道路施設

#### 橋梁
バイパス
- 菰沢（こもさわ）大橋：延長102.0 m[1]（江津市）

#### トンネル
バイパス
- 江の川トンネル：延長1,320 m[6][7]、2015年（平成27年）竣工、江津市

### 重複区間
- 島根県道177号大田井田江津線（江津市後地町）

## 地理

### 通過する自治体
- 島根県
  - 江津市

### 交差する道路
| 交差する道路                                                                                | 交差する場所        | 交差する場所                                                                                 |
| 現道                                                                                        | 現道                | 現道                                                                                         |
| ------------------------------------------------------------------------------------------- | ------------------- | -------------------------------------------------------------------------------------------- |
| 国道9号 島根県道177号大田井田江津線 重複区間起点                                            | 後地町              | 浅利交差点 / 起点                                                                            |
| 島根県道177号大田井田江津線 重複区間終点                                                    | 後地町              | 藪川交差点                                                                                   |
| 江津市道（旧島根県道302号浅利渡津線）                                                       | 浅利町 松川町下河戸 | 工業団地前交差点【北緯35度1分35.0秒 東経132度16分48.4秒 / 北緯35.026389度 東経132.280111度】 |
| E9 国道9号 / 福光浅利道路（仮称）（山陰自動車道に並行する一般国道自動車専用道路（A'路線）） |                     |                                                                                              |
| 国道9号 国道261号                                                                           | 渡津町              | 渡津交差点 / 終点【北緯35度0分52.1秒 東経132度14分4.5秒 / 北緯35.014472度 東経132.234583度】 |

### 交差する鉄道
- 山陰本線

### 沿線
- 菰沢池公園
- 江津工業団地
- 西部島根心身障害医療福祉センター
- 島根県立江津清和養護学校
- 石見智翠館高等学校（旧・江の川高等学校）